# Candy Dulfer

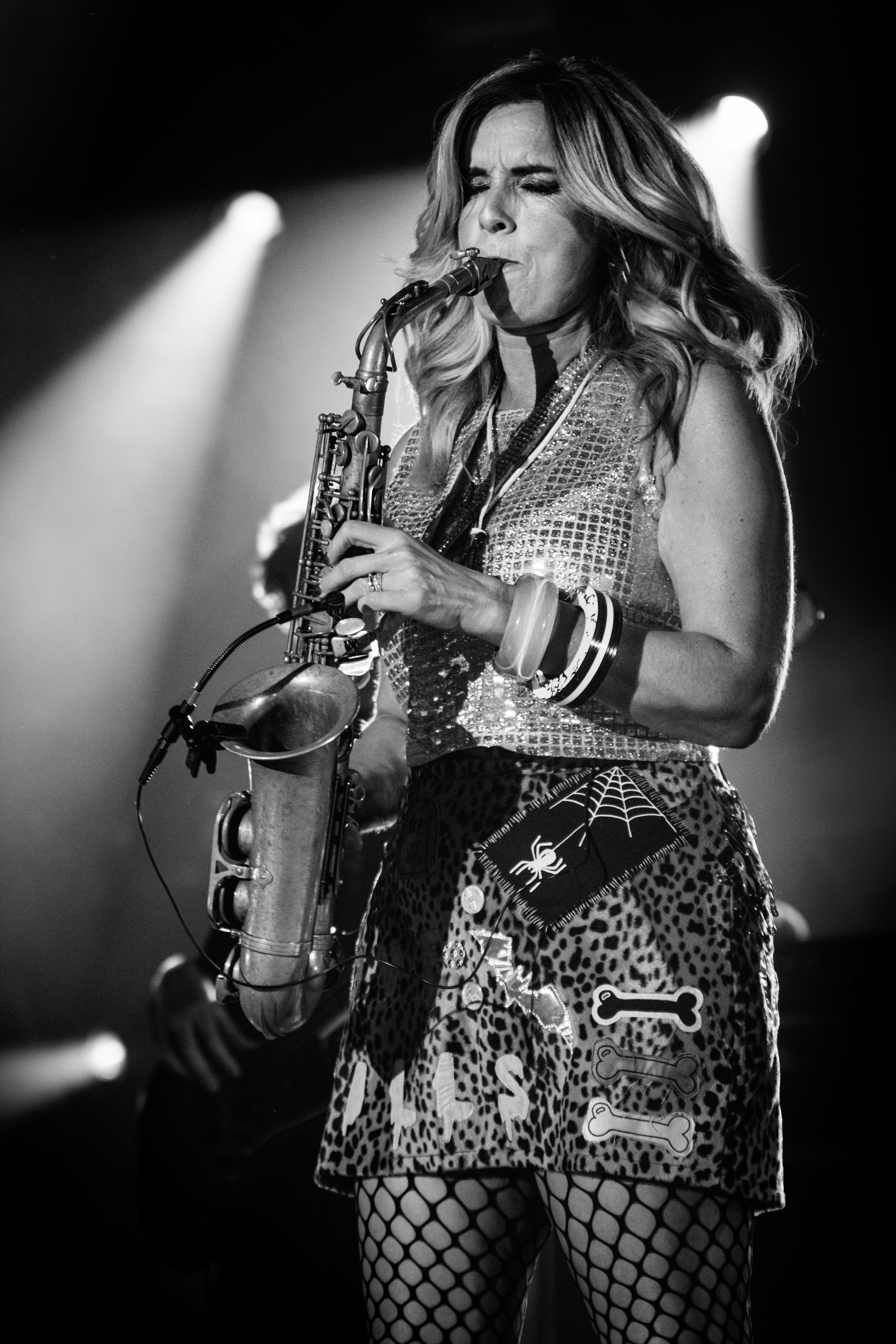
Candy Dulfer (2016)

Candy Dulfer (* 19. September 1969 in Amsterdam) ist eine niederländische Saxophonistin und Sängerin, die stilistisch überwiegend im Funk angesiedelt ist.

## Leben und Wirken
Candy Dulfer ist die Tochter des Saxophonisten Hans Dulfer und seiner Frau Inge. Bereits im Alter von sechs Jahren begann sie mit dem Saxophonspiel, insbesondere Sopran- und Altsaxophon. Beeinflusst wurde sie dabei auch von den Saxophonisten Sonny Rollins und David Sanborn. Mit elf Jahren nahm sie zusammen mit ihrem Vater eine erste Platte auf; ein Jahr später spielte sie bei Rosa King, um (angeregt durch diese) mit 14 Jahren schließlich die erste eigene Band Funky Stuff zu gründen.
Der Durchbruch gelang Dulfer Ende der 1980er/Anfang der 1990er Jahre, zunächst mit der Single Lily Was Here (1989) aus dem Soundtrack zum gleichnamigen Film, die sie zusammen mit Dave Stewart (Eurythmics) einspielte. 1990 erschien zudem das Album Graffiti Bridge, auf dem Dulfer als Begleitmusikerin von Prince zu hören ist, sowie Dulfers eigenes Album Saxuality, das ihr 1992 eine Nominierung für das „für die beste Pop-Instrumentaldarbietung“ bei den Grammy Awards einbrachte. Des Weiteren trat Dulfer 1990 mit der Band Pink Floyd in Knebworth auf. Für das Album Dulfer Dulfer arbeitete sie mit ihrem Vater Hans zusammen.
Neben ihren Soloaufnahmen ist Dulfer seitdem eine gefragte Begleitmusikerin. Neben ihrer Zusammenarbeit mit Prince stand sie unter anderem mit Alan Parsons, Maceo Parker, Dave Stewart, Marcus Miller, Van Morrison und Blondie im Studio und auf der Bühne.
Ebenfalls im Jahr 2007 präsentierte sie im niederländischen Fernsehen Candy Meets…. Sie traf darin mit Sheila E., Maceo Parker, Hans Dulfer, Van Morrison, Dave Stewart und Mavis Staples zusammen.
Im Jahr 2007 wechselte Dulfer von ihrem bisherigen Saxophon Selmer Mark VI zu einem von Thomas Inderbinen hergestellten Altsaxophon, um wiederum in 2012 auf ein Free Wind Alto (von ihr "Louise" genannt) des in Amsterdam ansässigen Herstellers Amsterdam Winds umzusteigen.
Seit dem 18. Mai 2012 moderiert Dulfer für den niederländischen Radiosender Sublime FM (ehemals Arrow Jazz FM) die Sendung Candy Store, in der sie ihre persönlichen Lieblingsstücke aus Funk, Soul und Jazz präsentiert.
2021 wurde Dulfer der Edison-Oeuvre-Preis (Jazz) für ihr Lebenswerk verliehen.

## Diskografie

### Studioalben
| Jahr | Titel               | Höchstplatzierung, Gesamtwochen, AuszeichnungChartplatzierungen (Jahr, Titel, Platzierungen, Wochen, Auszeichnungen, Anmerkungen) | Höchstplatzierung, Gesamtwochen, AuszeichnungChartplatzierungen (Jahr, Titel, Platzierungen, Wochen, Auszeichnungen, Anmerkungen) | Höchstplatzierung, Gesamtwochen, AuszeichnungChartplatzierungen (Jahr, Titel, Platzierungen, Wochen, Auszeichnungen, Anmerkungen) | Höchstplatzierung, Gesamtwochen, AuszeichnungChartplatzierungen (Jahr, Titel, Platzierungen, Wochen, Auszeichnungen, Anmerkungen) | Höchstplatzierung, Gesamtwochen, AuszeichnungChartplatzierungen (Jahr, Titel, Platzierungen, Wochen, Auszeichnungen, Anmerkungen) | Höchstplatzierung, Gesamtwochen, AuszeichnungChartplatzierungen (Jahr, Titel, Platzierungen, Wochen, Auszeichnungen, Anmerkungen) | Anmerkungen                                              |
| Jahr | Titel               | DE | AT | CH | UK | US | NL | Anmerkungen                                              |
| ---- | ------------------- | --- | --- | --- | --- | --- | --- | -------------------------------------------------------- |
| 1989 | Lily Was Here       | DE37 (11 Wo.)DE | — | CH28 (2 Wo.)CH | UK35 (5 Wo.)UK | — | NL20 (14 Wo.)NL | Erstveröffentlichung: November 1989 mit David A. Stewart |
| 1990 | Saxuality           | DE39 (12 Wo.)DE | — | CH30 (10 Wo.)CH | UK27 Gold · (9 Wo.)UK | US22 Gold · (36 Wo.)US | NL3 Gold · (24 Wo.)NL | Erstveröffentlichung: Mai 1990 Verkäufe: + 2.000.000     |
| 1993 | Sax-a-Go-Go         | — | AT22 (6 Wo.)AT | CH11 Gold · (15 Wo.)CH | UK56 (2 Wo.)UK | — | NL6 Gold · (18 Wo.)NL | Erstveröffentlichung: März 1993 Verkäufe: + 2.000.000    |
| 1995 | Big Girl            | — | — | CH32 (3 Wo.)CH | — | — | NL21 (8 Wo.)NL | Erstveröffentlichung: Oktober 1995                       |
| 1997 | For the Love of You | — | — | CH23 (8 Wo.)CH | — | — | NL18 (12 Wo.)NL | Erstveröffentlichung: April 1997                         |
| 1999 | Girls Night Out     | — | — | CH33 (5 Wo.)CH | — | — | NL94 (2 Wo.)NL | Erstveröffentlichung: September 1999                     |
| 2001 | Live in Amsterdam   | — | — | — | — | — | NL27 (9 Wo.)NL | Erstveröffentlichung: Januar 2001                        |
| 2003 | Right in My Soul    | — | — | — | — | — | NL53 (3 Wo.)NL | Erstveröffentlichung: Mai 2003                           |
| 2007 | Candy Store         | — | — | CH96 (1 Wo.)CH | — | — | NL32 (11 Wo.)NL | Erstveröffentlichung: Juni 2007                          |
| 2009 | Funked Up           | — | — | — | — | — | NL20 (9 Wo.)NL | Erstveröffentlichung: April 2009                         |
| 2011 | Crazy               | — | — | — | — | — | NL30 (6 Wo.)NL | Erstveröffentlichung: Oktober 2011                       |
| 2017 | Together            | — | — | — | — | — | NL44 (2 Wo.)NL | Erstveröffentlichung: April 2017                         |

Weitere Alben
- 1998: The Best Of
- 1999: What Does It Take
- 2002: Dulfer Dulfer
- 2005: Live at Montreux 2002
- 2022: No Time for Negative Shit![6]
- 2022: We Never Stop[7]

### Singles
| Jahr | Titel Album            | Höchstplatzierung, Gesamtwochen, AuszeichnungChartplatzierungen (Jahr, Titel, Album, Platzierungen, Wochen, Auszeichnungen, Anmerkungen) | Höchstplatzierung, Gesamtwochen, AuszeichnungChartplatzierungen (Jahr, Titel, Album, Platzierungen, Wochen, Auszeichnungen, Anmerkungen) | Höchstplatzierung, Gesamtwochen, AuszeichnungChartplatzierungen (Jahr, Titel, Album, Platzierungen, Wochen, Auszeichnungen, Anmerkungen) | Höchstplatzierung, Gesamtwochen, AuszeichnungChartplatzierungen (Jahr, Titel, Album, Platzierungen, Wochen, Auszeichnungen, Anmerkungen) | Höchstplatzierung, Gesamtwochen, AuszeichnungChartplatzierungen (Jahr, Titel, Album, Platzierungen, Wochen, Auszeichnungen, Anmerkungen) | Höchstplatzierung, Gesamtwochen, AuszeichnungChartplatzierungen (Jahr, Titel, Album, Platzierungen, Wochen, Auszeichnungen, Anmerkungen) | Anmerkungen                                                 |
| Jahr | Titel Album            | DE | AT | CH | UK | US | NL | Anmerkungen                                                 |
| ---- | ---------------------- | --- | --- | --- | --- | --- | --- | ----------------------------------------------------------- |
| 1989 | Lily Was Here          | DE17 (25 Wo.)DE | AT18 (11 Wo.)AT | CH10 (9 Wo.)CH | UK6 (12 Wo.)UK | US11 (16 Wo.)US | NL1 Platin · (15 Wo.)NL | Erstveröffentlichung: Oktober 1989 mit David A. Stewart     |
| 1990 | Saxuality              | — | — | — | UK60 (2 Wo.)UK | — | NL4 (8 Wo.)NL | Erstveröffentlichung: Mai 1990                              |
| 1993 | Sax-a-Go-Go            | — | — | CH33 (2 Wo.)CH | — | — | NL10 (8 Wo.)NL | Erstveröffentlichung: Februar 1993                          |
| 2004 | Merry Christmas Baby – | — | — | — | — | — | NL6 (2 Wo.)NL | Erstveröffentlichung: Dezember 2004 mit Trijntje Oosterhuis |

Weitere Singles
- 1990: Heavenly City
- 1993: Pick Up the Pieces
- 1997: For the Love of You
- 2003: What’s In Your Head

### Gastmusikerin bei Prince
- 1989: Partyman (nur auf der Maxiversion vom Song)
- 1990: Graffiti Bridge
- 2002: One Nite Alone … Live!
- 2003: Xpectation
- 2003: C-Note
- 2004: Musicology
- 2006: 3121
- 2018: Anthology: 1995–2010
- 2023: Diamonds and Pearls Deluxe

### Gastmusikerin bei Van Morrison
- 1991: Hymns to the Silence
- 1993: Too Long in Exile
- 1994: A Night In San Francisco – Live

## Auszeichnungen für Musikverkäufe
| Silberne Schallplatte - Frankreich - 1990: für die Single Lily Was Here Goldene Schallplatte - Australien - 1990: für die Single Lily Was Here - Japan - 1997: für das Album Big Girl - 1997: für das Album Sax-a-Go-Go - 1997: für das Album For the Love of You - Kanada - 1991: für das Album Saxuality |

Anmerkung: Auszeichnungen in Ländern aus den Charttabellen bzw. Chartboxen sind in ebendiesen zu finden.
| Land/RegionAuszeichnungen für Musikverkäufe (Land/Region, Auszeichnungen, Verkäufe, Quellen) | Silber  | Gold       | Platin  | Verkäufe | Quellen         |
| -------------------------------------------------------------------------------------------- | ------- | ---------- | ------- | -------- | --------------- |
| Australien (ARIA)                                                                            | —       | Gold1      | —       | 35.000   | aria.com.au     |
| Frankreich (SNEP)                                                                            | Silber1 | —          | —       | 125.000  | infodisc.fr     |
| Japan (RIAJ)                                                                                 | —       | 3× Gold3   | —       | 300.000  | riaj.or.jp      |
| Kanada (MC)                                                                                  | —       | Gold1      | —       | 50.000   | musiccanada.com |
| Niederlande (NVPI)                                                                           | —       | 2× Gold2   | Platin1 | 200.000  | nvpi.nl         |
| Schweiz (IFPI)                                                                               | —       | Gold1      | —       | 25.000   | hitparade.ch    |
| Vereinigte Staaten (RIAA)                                                                    | —       | Gold1      | —       | 500.000  | riaa.com        |
| Vereinigtes Königreich (BPI)                                                                 | —       | Gold1      | —       | 100.000  | bpi.co.uk       |
| Insgesamt                                                                                    | Silber1 | 10× Gold10 | Platin1 |          |                 |